# Xapuri
Xapuri – miasto i gmina w Brazylii, leży w stanie Acre. Gmina zajmuje powierzchnię 5347,47 km². Według danych szacunkowych w 2016 roku miasto liczyło 17 894 mieszkańców. Położone jest około 100 km na południowy zachód od stolicy stanu, Rio Branco, oraz około 2800 km na zachód od Brasílii, stolicy kraju. Przez Xapuri przepływa rzeka Acre. 

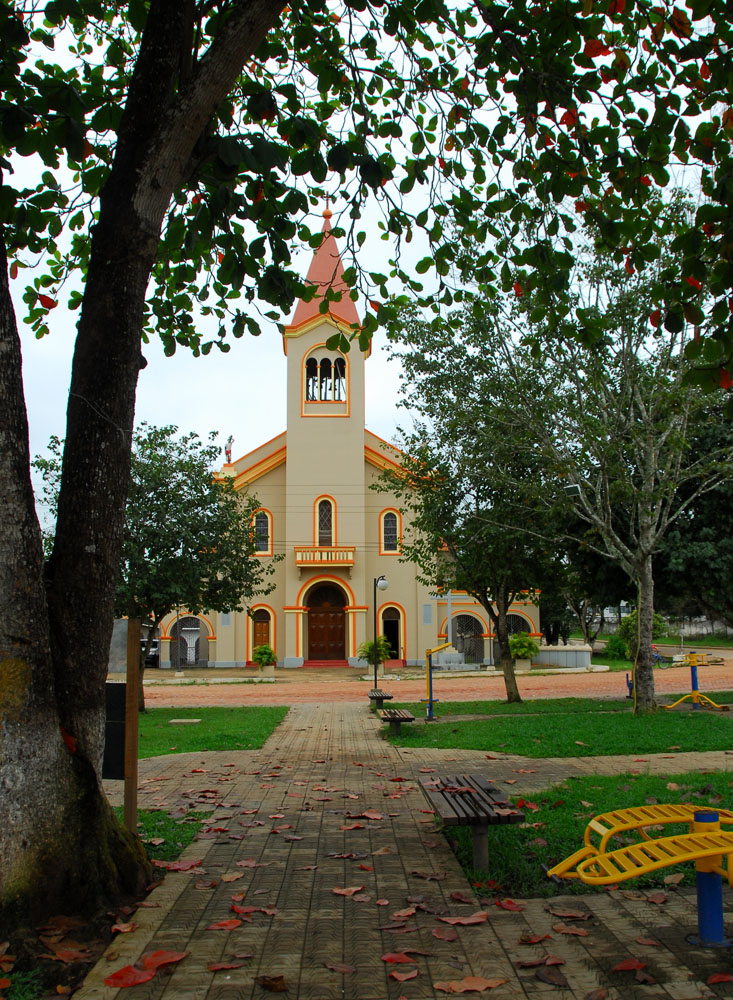
Kościół w Xapuri

W 2014 roku wśród mieszkańców gminy PKB per capita wynosił 11 385,49 reais brazylijskich.